# Parc national Cerro de Garnica
Le parc national Cerro de Garnica (espagnol : Parque nacional Cerro de Garnica) est un parc national du Mexique situé au Michoacán. Cette aire protégée de 968 ha a été créé le 5 septembre 1936.